# جکی کوپر
جکی کوپر (انگلیسی: Jackie Cooper؛ زاده ۱۵ سپتامبر ۱۹۲۲ –  درگذشته ۳ مهٔ ۲۰۱۱) یک هنرپیشه، و کارگردان اهل ایالات متحده آمریکا بود.
از فیلم‌ها یا برنامه‌های تلویزیونی که وی در آن نقش داشته است می‌توان به اسکیپی، سوپرمن، سوپرمن ۲، سوپرمن ۳ و سوپرمن ۴: در جستجوی صلح اشاره کرد.
او در سن ۹ سالگی کاندید جایزه اسکار شد که جوانترین کاندیدای تاریخ اسکار بهترین بازیگر نقش اول مرد است.